# Klemkestraße
Die Klemkestraße ist eine Straße im Berliner Ortsteil Reinickendorf. Sie ist nach dem Arbeiter und Opfer der NS-Bewegung Fritz Klemke benannt. Sie führt von der Straße vor Schönholz nach Westen über die S-Bahn-Strecke der Berliner Nordbahn nach Reinickendorf, dem ehemaligen Grenzstreifen vorbei am Klemkepark, wo sie sich von der Emmentaler Straße in einer Kurve trennt. Von dort verläuft sie weiter an der Kolumbus-Grundschule durch die Siedlung Paddenpuhl, wo sie kurz zweistraßig mit einem begrünten Mittelstreifen bis zur St.-Marien-Kirche verläuft. Dort mündet sie schließlich durch die querverlaufende Residenzstraße, wo sie an diversen denkmalgeschützten Mietshäusern vorbeiläuft, vom Kolpingplatz wird sie als Straße Alt-Reinickendorf weitergeführt.

## Geschichte
Von 1900 bis etwa 1904 Schönholzer Straße bezeichnet trug sie bis 1937 den Namen Schönholzer Weg. Bis zur Grenzverschiebung 1938 gehörte die gesamte Straße zu Reinickendorf, heute liegt der östliche Teil im Bezirk Pankow. Vom 20. Mai 1937 bis 31. Juli 1947 trug sie den Namen Felseneckstraße, bis zur Umbenennung nach dem bei einem SA-Überfall ermordeten Fritz Klemke. Zwischen 1961 und 1989 war die Straße wegen der Berliner Mauer unterbrochen. An der S-Bahn-Brücke ist eine Gedenktafel für Horst Frank angebracht, der am 29. April 1962 dort von DDR-Grenzsoldaten erschossen wurde. Die Brücke, an der die Grenze verlief, wurde 2013 in Horst-Frank-Brücke umbenannt.